# Malachra alceifolia
Malachra alceifolia är en malvaväxtart som beskrevs av Nikolaus Joseph von Jacquin. Malachra alceifolia ingår i släktet Malachra och familjen malvaväxter. Inga underarter finns listade i Catalogue of Life.